# Witalij Skakun
Witalij Wolodymyrowytsch Skakun (ukrainisch Віталій Володимирович Скакун; * 19. August 1996 in Bereschany; † 24. Februar 2022 bei Henitschesk) war ein ukrainischer Marinesoldat.
Skakun war Absolvent der Nationalen Polytechnischen Universität Lwiw.
Während des russischen Überfalls auf die Ukraine war sein Bataillon der Stadt Henitschesk zugeordnet. Dieses erhielt den Auftrag, eine Brücke in der Nähe der Stadt zu verminen und zu sprengen, um sich nähernde russische Truppen aufzuhalten. Da für die beabsichtigte Fernzündung jedoch nicht mehr genügend Zeit blieb, erklärte Skakun sich bereit, die Sprengung manuell auszulösen. Bei der folgenden Explosion kam er ums Leben. Obwohl die Brücke nur teilweise zerstört wurde, verzögerte sich der russische Vormarsch vorübergehend, sodass sich das Bataillon neu formieren konnte.
Am 26. Februar 2022 wurde Skakun postum der Titel des Helden der Ukraine von Präsident Wolodymyr Selenskyj verliehen. Am 28. Februar 2022 schlug der tschechische Vertreter eines Prager Stadtbezirks, Libor Bezděk, vor, eine Brücke in der Korunovační-Straße, in der sich die russische Botschaft befindet, in Vitalij-Skakun-Brücke umzubenennen. Der Vorschlag wurde vom Bezirk angenommen und an den Prager Stadtrat weitergeleitet.